# 市橋鐸
市橋 鐸（いちはし たく、1893年（明治26年） - 1983年（昭和58年））は、愛知県犬山出身の郷土史家。

## 人物
1893年（明治26年）、犬山藩成瀬氏に仕える御典医をしてきた鈴木家に鈴木鐸麿として生を受けた。國學院大學卒業後、函館商業学校で教鞭を執る。1920年（大正9年）、一宮の市橋家の養子となる。1927年（昭和2年）、小牧中学校に移る。同校において郷土室に勤め、郷土資料写真集を発行するなど、郷土歴史教育に取り組んだ。また、このときの教え子に後に郷土史家となる水谷盛光がいる。1941年（昭和16年）、名古屋市の依頼により、『名古屋叢書』の編纂に携わることとなった。この編纂事業の途中、名古屋大空襲などの困難はあったものの、1949年（昭和24年）に完成し、1959年（昭和34年）に発刊された。